# Gieboldehausen
Gieboldehausen – miasto (niem. Flecken) w Niemczech w kraju związkowym Dolna Saksonia, w powiecie Getynga, siedziba gminy zbiorowej Gieboldehausen.  